# Гиллельсон, Максим Исаакович
Максим Исаакович Гиллельсон (4 (17) августа 1915, Петроград — 1987) — советский историк литературы, доктор филологических наук.

## Биография
Его отец Исаак Эдуардович Гиллельсон (1884—19??) был лингвистом, директором Фонетического института практического изучения языков в Ленинграде.
В 1940-е годы был репрессирован. В 1967 году защитил кандидатскую диссертацию в двух томах «П. А. Вяземский. Жизнь и творчество», в 1981 — докторскую диссертацию по теме «Пушкинская литературно-общественная среда: 1810—1830-е годы».
М. И. Гиллельсону принадлежат широко известные работы о Лермонтове, Герцене, Пушкине, истории русской печати и цензуры. Он ввел в историко-литературный обиход понятие «арзамасское братство» в конце 1950-х годов, когда исследовательская традиция рассматривала «Арзамас» как более или менее локальный и ограниченный по своим задачам литературный кружок. С его именем связано начало нового этапа в изучении жизни и деятельности Вяземского. Он осуществил издание «Хроники русского» А. И. Тургенева и его дневников за 1825—1826 годы. Он издал свод русской эпиграммы первой половины XIX века; при его ближайшем участии был собран и прокомментирован корпус сочинений М. Ф. Орлова.
Жена — литературовед Ирина Борисовна Мушина (1942—1984).
Двоюродный брат — доктор медицинских наук, профессор Максим Ефимович Фридман (1903—1990), хирург (отец астрофизика А. М. Фридмана).

## Основные работы
- М. Ю. Лермонтов: семинарий. Л.: Учпедгиз, 1960. 460 с., [1] л. портр. (в соавт. с В. Мануйловым и В. Вацуро)
- Гоголь в Петербурге. Л.: Лениздат, 1961. 307 с., [1] л. портр. (в соавт. с В. Мануйловым и А. Степановым).
- А. И. Герцен: семинарий. М.-Л. : Просвещение, 1965. 340 с., [1] л. портр. (в соавт. с Е. Дрыжаковой и М. Перкаль).
- П. А. Вяземский: жизнь и творчество. Л.: Наука, 1969. 391 с., [1] л. портр., 8 500 экз.
- Сквозь «умственные плотины»: из истории книги и прессы пушкинской поры. М.: Книга, 1972. 319 с. 2-е изд. 1986. (в соавт. с В. Э. Вацуро)
- Молодой Пушкин и арзамасское братство. Л.: Наука, 1974. 226 с., 25 000 экз. (в сер. «Из истории мировой культуры»)
- От арзамасского братства к пушкинскому кругу писателей. Л.: Наука, 1977. 200 с., 25 000 экз. (в сер. «Из истории мировой культуры»)
- Повесть А. С. Пушкина «Капитанская дочка»: комментарий. Л.: Просвещение, 1977. 192 с. (в соавт. с И. Мушиной)